# أنتونيس ساماراس
أنتونيس ساماراس (باليونانية: Αντώνης Σαμαράς، اللفظ ‎ [anˈdˈonis samarˈas]‏)‏ (ولد في 23 مايو عام 1951) هو سياسي يوناني شغل منصب رئيس وزراء اليونان من عام 2012 إلى عام 2015. كان عضوًا في حزب الديمقراطية الجديدة، وكان رئيسًا للحزب من عام 2009 حتى عام 2015. بدأ ساماراس حياته السياسية الوطنية كوزيرًا للمالية في عام 1989، كما شغل منصب وزير الخارجية من 1989 إلى 1992 (مع انقطاع وجيز في عام 1990)، وكان وزيرًا للثقافة والرياضة في عام 2009.
اشتهر ساماراس سابقًا بخلاف عام 1993 الذي أدى فيه فعليًا إلى سقوط حكومة الديمقراطية الجديدة، التي كان عضوًا فيها، من السلطة. على الرغم من ذلك، عاد إلى الحزب في عام 2004 وانتُخب لقيادته في انتخابات داخل الحزب كانت متقاربة في أواخر عام 2009. كان سابع زعيم للحزب منذ تأسيسه عام 1974.

## النشأة والتعليم
ولد ساماراس في أثينا، وهو ابن الدكتور كونستانتينوس ساماراس (أستاذ في طب القلب) ولينا (اسمها قبل الزواج زاناس، حفيدة المؤلفة بينيلوبي دلتا من ناحية الأم). شقيقه الكسندر وهو مهندس معماري. كان عمه، جورج ساماراس، عضوًا منذ فترة طويلة في البرلمان عن ميسينيا في الخمسينيات والستينيات من القرن العشرين.
نشأ ساماراس بين العائلات المترابطة بشدة في أثينا، ولعب التنس. في سن ال 17، فاز ببطولة التنس اليونانية للمراهقين. التحق بالمدرسة في كلية أثينا (التي أسسها جده الأكبر من ناحية الأم ستيفانوس وإيمانويل بيناكيس، والد زوج دلتا) وتخرج من كلية أميرست في عام 1974 بدرجة في الاقتصاد، ثم من جامعة هارفارد في عام 1976 وحصل على ماجستير في إدارة الأعمال.
كان ساماراس ورئيس الوزراء السابق جورج باباندريو زميلين في السكن خلال سنوات دراستهما في كلية أميرست، لكنهما أصبحا خصمين سياسيين لدودين. ساماراس متزوج وله ابنة وابن.

## عمله السياسي

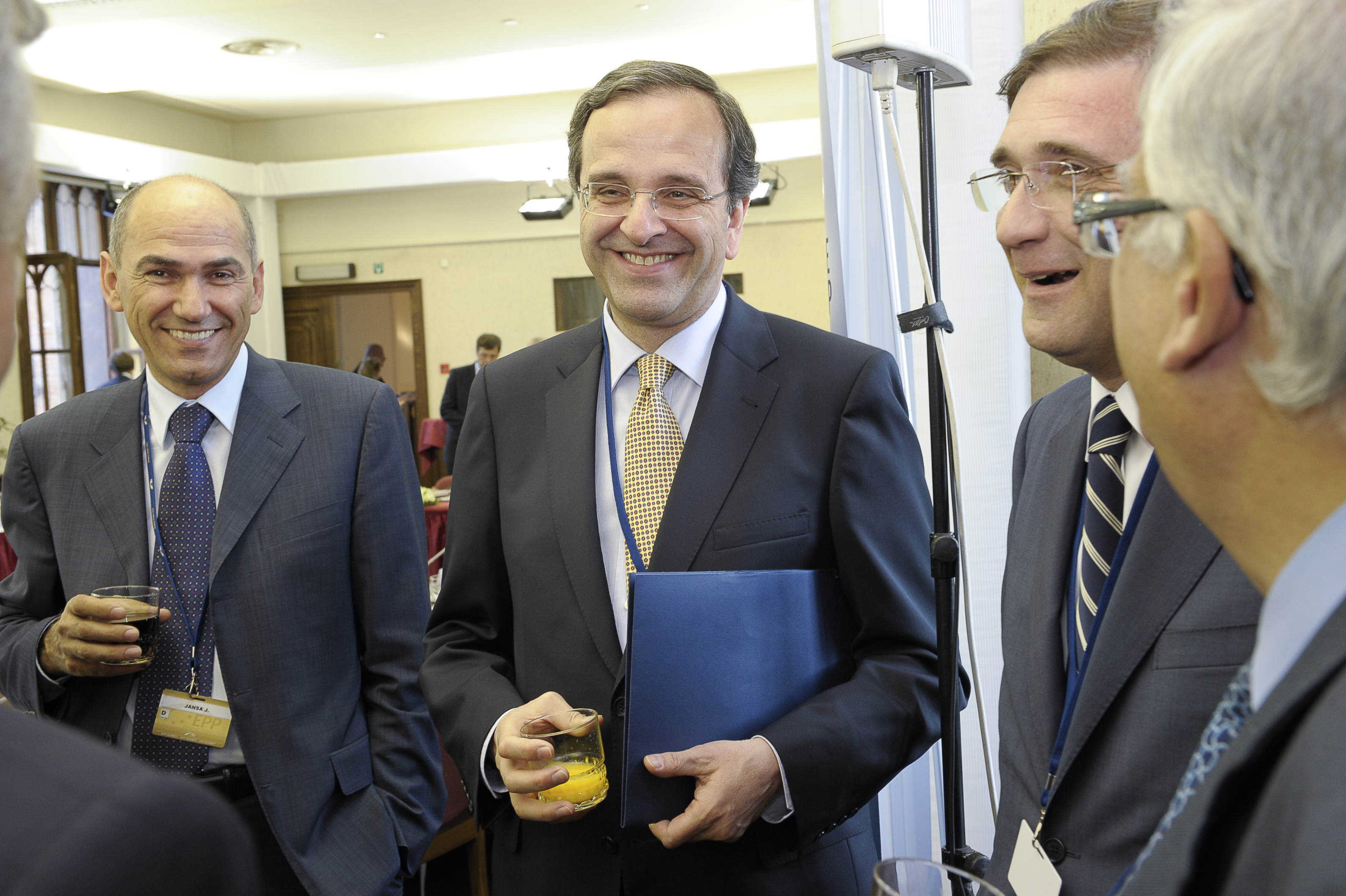
حزب الشعب الأوروبي

### المشاركة السياسية المبكرة
انتُخب ساماراس كعضو في البرلمان، في البداية عن ميسينيا، من عام 1977 فصاعدًا. في عام 1989 أصبح وزيرًا للمالية، وتقدم لاحقًا ليصبح وزيرًا للشؤون الخارجية في الحكومة الديمقراطية الجديدة لرئيس الوزراء كونستانتين ميتسوتاكيس (1990-1993)، ومن هذا المنصب تسبب في إشعال النزاع على تسمية مقدونيا. في اجتماع للقادة السياسيين اليونانيين في عهد رئيس الجمهورية حول نزاع التسمية في 13 أبريل 1992، قدم ساماراس شروطه الخاصة لحل الأزمة. رُفضت اقتراحاته من قبل كُلًا من رئيس الجمهورية، قسطنطين كرامنليس ورئيس الوزراء، كونستانتين ميتسوتاكيس. عُزل ساماراس بعد ذلك من منصب وزير الخارجية.

### تأسيس «الربيع السياسي»
بعد إقالته من منصبه، أسس ساماراس حزبه الخاص، الربيع السياسي، يقع سياسيًا على يمين الديمقراطية الجديدة.  تسبب انشقاق عضو في البرلمان من حزب الديمقراطية الجديدة إلى حزب ساماراس في سقوط الحكومة من السلطة في عام 1993.
حصل الربيع السياسي على 4.9 بالمئة من الأصوات في الانتخابات العامة لعام 1993، وحصل على عشرة مقاعد في البرلمان اليوناني. حصل الحزب على 8.7 بالمئة في انتخابات البرلمان الأوروبي عام 1994، ليضمن بذلك مقعدين. بدأ يتراجع الحزب في الانتخابات العامة لعام 1996، عندما حصل على 2.94 بالمئة، أي أقل بقليل من عتبة 3 بالمئة اللازمة لدخول البرلمان. شارك الحزب في انتخابات البرلمان الأوروبي عام 1999، لكنه حصل على 2.3 بالمئة فقط، ولم تكن النسبة كافية لانتخاب أعضاء البرلمان الأوروبي.

## وصلات خارجية
- أنتونيس ساماراس على موقع الموسوعة البريطانية (الإنجليزية)
- أنتونيس ساماراس على موقع مونزينجر (الألمانية)